# Кубок Интертото
Кубок Интерто́то УЕФА (англ. UEFA Intertoto Cup [UIC]) — летний футбольный турнир, проводившийся УЕФА в 1995—2008 годах среди европейских клубов, не получивших путёвки в Лигу чемпионов или Кубок УЕФА. Победители кубка (до 2007 года их было 3, затем 11) получали право участвовать в розыгрыше Кубка УЕФА.

## История
Кубок был организован основателем Кубка ярмарок швейцарцем Эрнстом Томмом и австрийским тренером Карлом Раппаном. Первый розыгрыш кубка состоялся в 1961 году при спонсорской поддержке букмекерских контор. Они были заинтересованы в таком межсезонном летнем турнире, дабы не прекращать свою работу.
Первоначально турнир назывался Международным Футбольным Кубком (англ. International Football Cup). Он не был признан УЕФА и имел неофициальный статус. Кубок состоял из группового этапа и плей-офф, финал которого определял победителя. С 1967 года плей-офф и финал не проводился, поэтому турнир не выявлял единоличного победителя.
В 1994 году УЕФА решил возродить интерес к этому кубку, изменив формат турнира и награду. Теперь победители (в первом розыгрыше — двое, затем — трое) получали путёвку в Кубок УЕФА. Многие клубы Европы получили дополнительный шанс поучаствовать в Кубке УЕФА и просто приобрести опыт международных встреч (также имелись случаи, когда в Кубок Интертото заявлялись и участвовали в нём команды, которые завоёвывали право на участие в Кубке УЕФА по итогам национального чемпионата: «Кошице» в 1995-м, «Одра» в 1997 году участвовали сначала в Кубке Интертото, а потом в Кубке УЕФА).
В качестве критики турнира многие отмечают ранний старт сезона, сетуя на то, что команду может подвести физическая форма на финише внутреннего чемпионата. Для некоторых российских клубов за участием в Кубке Интертото следовало расставание с высшим дивизионом по итогам чемпионата России. Однако, как показала практика, участие в турнире вредит не всем: часто его победители в этом же сезоне занимали призовые места своего чемпионата и достигали высоких стадий в Кубке УЕФА.
И всё же с 2006 года УЕФА в очередной раз изменил формат турнира, уменьшив нагрузку на клубы. Этот розыгрыш стал новаторским ещё и потому, что турнир приобрёл материальное воплощение своего названия: УЕФА решил наградить кубком английский «Ньюкасл Юнайтед», прошедший дальше всех в Кубке УЕФА из тех 11 команд, которые попали туда благодаря успеху в Кубке Интертото.
В ноябре 2007 года исполнительный комитет УЕФА принял решение об отмене розыгрыша Кубка Интертото, начиная с 2009 года.

### Оригинальные названия
- 1961/62—1966/67 — International Football Cup
- 1967—1994 — Intertoto Cup
- 1995—2008 — UEFA Intertoto Cup

## Формат
В 1995—1997 годах имелись однокруговой групповой турнир (5 команд в каждой группе), с которого начинали все команды, и два (в 1995 — три) раунда плей-офф (в плей-офф выходили победители групп; в 1995 году в плей-офф по лучшим показателям отбирались ещё 4 команды из числа занявших 2-е места), в 1998—2005 годах — пять раундов плей-офф, при этом команды из стран-лидеров таблицы коэффициентов УЕФА не участвовали в первых раундах. Победители плей-офф Кубка Интертото выходили в первый раунд Кубка УЕФА.

### С 2006
С сезона 2006/2007 в регламенте турнира произошли изменения: вместо пяти раундов стало проводиться три, а количество победителей возросло с трёх до одиннадцати. Победители проходили во второй отборочный этап Кубка УЕФА. От каждой страны можно было заявлять только один клуб.
Жеребьёвка турнира проводится по географическому принципу, решение, какая страна на каком этапе вступает в турнир, зависело от рейтинга стран УЕФА.
С 1-го раунда начинали 28 команд из 28 стран, занимавших в таблице коэффициентов УЕФА места с 23 по 53 (за исключением Лихтенштейна, Сан-Марино и Андорры, которые вообще не принимали участия).
Со 2-го раунда начинали 14 команд из 14 стран, занимавших в ТК места с 9 по 22.
С 3-го раунда брали старт 8 команд из 8 стран, занимавших в ТК места с 1 по 8.

## Достижения победителей вКубке УЕФА
- Бордо — финал в сезоне 1995/96
- Вильярреал — 1/2 финала в сезоне 2003/04
- Болонья — 1/2 финала в сезоне 1998/99
- Вильярреал — 1/4 финала в сезоне 2004/05
- Малага — 1/4 финала в сезоне 2002/03
- Сельта — 1/4 финала в сезоне 2000/01
- Осер — 1/4 финала в сезоне 1997/98
- Гамбург — 1/8 финала в сезонах 2005/06 и 2007/08
- Штутгарт — 1/8 финала в сезонах 2000/01 и 2002/03
- Брага — 1/8 финала в сезоне 2008/09
- Ньюкасл — 1/8 финала в сезоне 2006/07
- Марсель — 1/8 финала в сезоне 2005/06
- Лилль — 1/8 финала в сезоне 2004/05
- Ювентус — 1/8 финала в сезоне 1999/00
- Карлсруэ — 1/8 финала в сезоне 1996/97

Ещё 14 раз победители кубка добирались до стадии 1/16 финала.

## Победители

### 1961—1966 год
| Сезон     | Победитель           | Финалист            | Результат   |
| --------- | -------------------- | ------------------- | ----------- |
| 1961/1962 | Аякс                 | Фейеноорд           | 4:2         |
| 1962/1963 | Словнафт             | Падуя               | 0:0, 1:0    |
| 1963/1964 | Словнафт             | Полония (Бытом)     | 1:0         |
| 1964/1965 | Полония (Бытом)      | Локомотив (Лейпциг) | 5:1, 0:3    |
| 1965/1966 | Локомотив (Лейпциг)  | Норрчёпинг          | 4:0, 0:1    |
| 1966/1967 | Айнтрахт (Франкфурт) | Интер (Братислава)  | 1:1, 3:2 дв |

### 1967—1994 год
В этот период в турнире не определялся единственный победитель, проходили только групповые раунды.
| 60-е |      |      |      |      |      |      |      | 1967 | 1968 | 1969 |
| 70-е | 1970 | 1971 | 1972 | 1973 | 1974 | 1975 | 1976 | 1977 | 1978 | 1979 |
| 80-е | 1980 | 1981 | 1982 | 1983 | 1984 | 1985 | 1986 | 1987 | 1988 | 1989 |
| 90-е | 1990 | 1991 | 1992 | 1993 | 1994 |      |      |      |      |      |

### 1995—2005
| Год  | Победители       | Финалисты               | Результаты               |
| ---- | ---------------- | ----------------------- | ------------------------ |
| 1995 | Страсбур         | Тироль                  | 1:1 (г), 6:1 (д)         |
| 1995 | Бордо            | Карлсруэ                | 2:0 (г), 2:2 (д)         |
| 1996 | Карлсруэ         | Стандард                | 0:1 (г), 3:1 (д)         |
| 1996 | Генгам           | Ротор                   | 1:2 (г), 1:0 (д)         |
| 1996 | Силькеборг       | Сегеста                 | 2:1 (г), 0:1 (д)         |
| 1997 | Бастия           | Хальмстад               | 1:0 (г), 1:1 (д) дв      |
| 1997 | Олимпик Лион     | Монпелье                | 1:0 (г), 3:2 (д)         |
| 1997 | Осер             | Дуйсбург                | 0:0 (г), 2:0 (д)         |
| 1998 | Валенсия         | Аустрия (Зальцбург)     | 2:0 (г), 2:1 (д)         |
| 1998 | Вердер           | Воеводина               | 1:0 (д), 1:1 (г)         |
| 1998 | Болонья          | Рух (Хожув)             | 1:0 (д), 2:0 (г)         |
| 1999 | Монпелье         | Гамбург                 | 1:1 (д), 1:1 (г), п. 3:0 |
| 1999 | Ювентус          | Ренн                    | 2:0 (д), 2:2 (г)         |
| 1999 | Вест Хэм Юнайтед | Мец                     | 0:1 (д), 3:1 (г)         |
| 2000 | Удинезе          | Сигма                   | 2:2 (г), 4:2 (д)         |
| 2000 | Сельта           | Зенит (Санкт-Петербург) | 2:1 (д), 2:2 (г)         |
| 2000 | Штутгарт         | Осер                    | 2:0 (г), 1:1 (д)         |
| 2001 | Астон Вилла      | Базель                  | 1-1 (г), 4-1 (д)         |
| 2001 | Пари Сен-Жермен  | Брешиа                  | 0:0 (д), 1:1 (г)         |
| 2001 | Труа             | Ньюкасл Юнайтед         | 0:0 (д), 4:4 (г)         |
| 2002 | Малага           | Вильяреал               | 1:0 (г), 1:1 (д)         |
| 2002 | Фулхэм           | Болонья                 | 2:2 (г), 3:1 (д)         |
| 2002 | Штутгарт         | Лилль                   | 0:1 (г), 2:0 (д)         |
| 2003 | Шальке 04        | Пашинг                  | 2:0 (г), 0:0 (д)         |
| 2003 | Вильяреал        | Херенвен                | 2:1 (г), 0:0 (д)         |
| 2003 | Перуджа          | Вольфсбург              | 1:0 (д), 2:0 (г)         |
| 2004 | Лилль            | Униан Лейрия            | 0:0 (д), 2:0 (г) дв      |
| 2004 | Шальке 04        | Слован (Либерец)        | 2:1 (д), 1:0 (г)         |
| 2004 | Вильяреал        | Атлетико Мадрид         | 2:0 (д), 0:2 (г), п. 3:1 |
| 2005 | Гамбург          | Валенсия                | 1:0 (д), 0:0 (г)         |
| 2005 | Ланс             | ЧФР                     | 1:1 (г), 3:1 (д)         |
| 2005 | Олимпик Марсель  | Депортиво Ла-Корунья    | 0:2 (г), 5:1 (д)         |

Примечания:
- при равенстве мячей преимущество получает команда, забившая больше на чужом поле
- д — домашний матч, г — гостевой матч
- дв — исход соперничества решён в дополнительное время
- п. — счёт по пенальти
- В 1995 году не участвовали клубы России, Грузии.
- В 1995—1997 годах не участвовали клубы Италии, Испании, Армении, Азербайджана, Македонии.
- В 1996—1997 годах не участвовали клубы Португалии.
- В 1996—1998 годах не участвовали клубы Англии.
- В 1996—2000 годах не участвовали клубы Шотландии.
- В 2001 году не участвовали клубы России, Греции и Норвегии.

### 2006
| Год  | Победители      | Победители  | Победители  | Победители      |
| ---- | --------------- | ----------- | ----------- | --------------- |
| 2006 | Ньюкасл Юнайтед | Твенте      | Оденсе      | Этникос         |
| 2006 | Осер            | Кайсериспор | Грассхоппер | Олимпик Марсель |
| 2006 | Герта           | Рид         | Марибор     |                 |

Примечания:
- В турнире Кубок Интертото 2006 года не участвовал представитель Португалии, а из-за скандала в серии А вместо итальянского представителя принимала участие вторая команда от Франции «Осер».
- «Ньюкасл Юнайтед» награждён Кубком Интертото как прошедший дальше всех в Кубке УЕФА (1/8 финала).

### 2007
| Год  | Победители      | Победители      | Победители | Победители   |
| ---- | --------------- | --------------- | ---------- | ------------ |
| 2007 | Ланс            | Блэкберн Роверс | Гамбург    | Сампдория    |
| 2007 | Атлетико Мадрид | Униан Лейрия    | Оцелул     | Рапид (Вена) |
| 2007 | Ольборг         | Хаммарбю        | Тобол      |              |

Примечания:
- В турнире Кубок Интертото 2007 года не участвовали представители Норвегии и Шотландии, вместо них принимали участие команда от Андорры «Сан-Жулиа» и вторая команда от Румынии «Глория».
- ФК «Тобол» (Костанай, Казахстан) стал первым (и единственным) клубом с постсоветского пространства, победившим в данном турнире.
- «Гамбург» награждён Кубком Интертото как прошедший дальше всех в Кубке УЕФА (1/8 финала).

### 2008
| Год  | Победители           | Победители | Победители | Победители  |
| ---- | -------------------- | ---------- | ---------- | ----------- |
| 2008 | Депортиво Ла-Корунья | Наполи     | Брага      | Астон Вилла |
| 2008 | Штутгарт             | Васлуй     | Ренн       | Штурм       |
| 2008 | Грассхоппер          | Русенборг  | Эльфсборг  |             |

Примечания:
- «Брага» награждена Кубком Интертото как прошедший дальше всех в Кубке УЕФА (1/8 финала).

Примечания:
- дв — исход соперничества решён в дополнительное время
- Лейпциг был переименован в Локомотив Лейпциг в течение сезона 1965/1966
- Словнафт Братислава был переименован в Интер Братислава с началом сезона 1965/1966

### Распределение по странам (официально с 1995 года)
|                               |  | Страна      | Победителей | Финалистов | Клубы-победители | Клубы-финалисты                                                 |
| ----------------------------- |  | ----------- | ----------- | ---------- | --- | --------------------------------------------------------------- |
| Франция                       |  | Франция     | 16          | 5          | Бастия, Бордо, Генгам, Ланс (2), Лилль, Лион, Марсель (2), Монпелье, Осер (2), Пари Сен-Жермен, Ренн, Страсбур, Труа | Лилль, Мец, Монпелье, Осер, Ренн                                |
| Германия                      |  | Германия    | 10          | 4          | Вердер, Гамбург (2), Герта, Карлсруэ, Шальке 04 (2), Штутгарт (3)                                                    | Вольфсбург, Гамбург, Дуйсбург, Карлсруэ                         |
| Испания                       |  | Испания     | 7           | 5          | Атлетико Мадрид, Валенсия, Вильярреал (2), Депортиво Ла-Корунья, Малага, Сельта                                      | Атлетико Мадрид, Валенсия, Вильярреал (2), Депортиво Ла-Корунья |
| Италия                        |  | Италия      | 6           | 2          | Болонья, Наполи, Перуджа, Сампдория, Удинезе, Ювентус                                                                | Болонья, Брешиа                                                 |
| Англия                        |  | Англия      | 6           | 1          | Астон Вилла (2), Блэкберн Роверс, Вест Хэм, Ньюкасл, Фулхэм                                                          | Ньюкасл                                                         |
| Австрия                       |  | Австрия     | 3           | 3          | Рапид Вена, Рид, Штурм                                                                                               | Зальцбург, Пашинг, Тироль                                       |
| Дания                         |  | Дания       | 3           | 1          | Оденсе, Ольборг, Силькеборг                                                                                          | Оденсе                                                          |
| Румыния                       |  | Румыния     | 2           | 3          | Васлуй, Оцелул | Глория Быстрица, Клуж, Фарул                                    |
| Швеция                        |  | Швеция      | 2           | 2          | Хаммарбю, Эльфсборг                                                                                                  | Кальмар, Хальмстад                                              |
| Португалия                    |  | Португалия  | 2           | 1          | Брага, Лейрия | Лейрия                                                          |
| Флаг Швейцарии                |  | Швейцария   | 2           | 1          | Грассхоппер (2) | Базель                                                          |
| Нидерланды                    |  | Нидерланды  | 1           | 3          | Твенте | НАК Бреда, Утрехт, Херенвен                                     |
| Флаг Турции                   |  | Турция      | 1           | 2          | Кайсериспор | Сивасспор, Трабзонспор                                          |
| Флаг Норвегии                 |  | Норвегия    | 1           | 1          | Русенборг | Лиллестрём                                                      |
| Флаг Кипра                    |  | Кипр        | 1           |            | Этникос |                                                                 |
| Флаг Казахстана               |  | Казахстан   | 1           |            | Тобол |                                                                 |
| Флаг Словении                 |  | Словения    | 1           |            | Марибор |                                                                 |
| Россия                        |  | Россия      |             | 5          | | Зенит, Москва, Ротор, Рубин, Сатурн                             |
| Флаг Украины                  |  | Украина     |             | 3          | | Днепр, Таврия, Черноморец                                       |
| Бельгия                       |  | Бельгия     |             | 3          | | Гент (2), Стандард                                              |
| Греция                        |  | Греция      |             | 3          | | Ларисса, ОФИ Крит, Панионис                                     |
| Флаг Сербии (2004—2010)       |  | Сербия      |             | 2          | | Войводина, Хайдук Кула                                          |
| Флаг Чехии                    |  | Чехия       |             | 2          | | Сигма, Слован Либерец                                           |
| Флаг Молдовы                  |  | Молдова     |             | 2          | | Дачия, Тирасполь                                                |
| Израиль                       |  | Израиль     |             | 2          | | Бней Сахнин, Маккаби Петах-Тиква                                |
| Флаг Болгарии                 |  | Болгария    |             | 2          | | Черно Море, Черноморец Бургас                                   |
| Флаг Азербайджана (1991—2013) |  | Азербайджан |             | 1          | | Нефтчи                                                          |
| Флаг Хорватии                 |  | Хорватия    |             | 1          | | Сегеста                                                         |
| Флаг Литвы                    |  | Литва       |             | 1          | | Ветра                                                           |
| Флаг Шотландии                |  | Шотландия   |             | 1          | | Хайберниан                                                      |
| Польша                        |  | Польша      |             | 1          | | Рух                                                             |